# NHL 1931/1932
Sezóna 1931/1932 byla 15. sezonou NHL. Vítězem Stanley Cupu se stal tým Toronto Maple Leafs. Kvůli finančním potížím se týmy Philadelphia Quakers a Ottawa Senators nezúčastnily. Celek Ottawa Senators se nakonec zúčastnil o sezonu později.
Počet účastníků tak byl snížen na 8.

## Konečná tabulka základní části

### Kanadská divize
| Tým                 | Z  | V  | P  | R | B  | VG  | IG  |
| ------------------- | -- | -- | -- | - | -- | --- | --- |
| Montreal Canadiens  | 48 | 25 | 16 | 7 | 57 | 128 | 111 |
| Toronto Maple Leafs | 48 | 23 | 18 | 7 | 53 | 155 | 127 |
| Montreal Maroons    | 48 | 19 | 22 | 7 | 45 | 142 | 139 |
| New York Americans  | 48 | 16 | 24 | 8 | 40 | 95  | 142 |

### Americká divize
| Tým                 | Z  | V  | P  | R  | B  | VG  | IG  |
| ------------------- | -- | -- | -- | -- | -- | --- | --- |
| New York Rangers    | 48 | 23 | 17 | 8  | 54 | 134 | 112 |
| Chicago Black Hawks | 48 | 18 | 19 | 11 | 47 | 86  | 101 |
| Detroit Falcons     | 48 | 18 | 20 | 10 | 46 | 95  | 108 |
| Boston Bruins       | 48 | 15 | 21 | 12 | 42 | 122 | 117 |

## Play off
|  | Čtvrtfinále | Čtvrtfinále         | Čtvrtfinále        |                     |    | Semifinále          | Semifinále | Semifinále |  |  | Finále Stanley Cupu | Finále Stanley Cupu | Finále Stanley Cupu |
|  |             |                     |                    |                     |    |                     |            |            |  |  |                     |                     |                     |
|  |             |                     |                    |                     |    |                     |            |            |  |  |                     |                     |                     |
|  |             | K1                  | Montreal Canadiens | 1                   |    |                     |            |            |  |  |                     |                     |                     |
|  |             |                     |                    | 1                   |    |                     |            |            |  |  |                     |                     |                     |
|  |             |                     | A1                 | New York Rangers    | 3  |                     |            |            |  |  |                     |                     |                     |
|  |             |                     | A1                 | New York Rangers    | 3  |                     |            |            |  |  |                     |                     |                     |
|  |             |                     |                    |                     |    |                     |            |            |  |  |                     |                     |                     |
|  |             |                     |                    |                     |    |                     |            |            |  |  |                     |                     |                     |
|  |             |                     |                    |                     |    |                     |            |            |  |  | A1                  | New York Rangers    | 0                   |
|  |             |                     | K2                 | Toronto Maple Leafs | 3  |                     |            |            |  |  |                     |                     |                     |
|  | K2          | Toronto Maple Leafs | 6G                 |                     |    |                     |            |            |  |  |                     |                     |                     |
|  | A2          | Chicago Black Hawks | 2G                 |                     |    |                     |            |            |  |  |                     |                     |                     |
|  | A2          | Chicago Black Hawks | 2G                 |                     | K2 | Toronto Maple Leafs | 4G         |            |  |  |                     |                     |                     |
|  |             |                     |                    |                     | K2 | Toronto Maple Leafs | 4G         |            |  |  |                     |                     |                     |
|  |             |                     | K3                 | Montreal Maroons    | 3G |                     |            |            |  |  |                     |                     |                     |
|  | K3          | Montreal Maroons    | K3                 | Montreal Maroons    | 3G | 3G                  |            |            |  |  |                     |                     |                     |
|  | K3          | Montreal Maroons    |                    |                     |    | 3G                  |            |            |  |  |                     |                     |                     |
|  | A3          | Detroit Falcons     | 1G                 |                     |    |                     |            |            |  |  |                     |                     |                     |

## Ocenění
| O'Brien Cup:               | Montreal Canadiens                  |
| Prince of Wales Trophy:    | New York Rangers                    |
| Hart Memorial Trophy:      | Howie Morenz, Montreal Canadiens    |
| Lady Byng Memorial Trophy: | Joe Primeau, Toronto Maple Leafs    |
| Vezina Trophy:             | Chuck Gardiner, Chicago Black Hawks |